# Сражение при Острахе
Сражение при Острахе (нем. Schlacht bei Ostrach) 21 марта 1799 года было первой битвой Войны второй коалиции.
С началом войны французская Дунайская армия (45 000 человек) под командованием генерала Журдана вторглась в южную Германию (сегодня южный Баден-Вюртемберг), где столкнулись с австрийской армией (77 000 человек) эрцгерцога Карла.
7 марта первые австрийские солдаты двинулись через Острах в направлении Пфуллендорфа. Французский авангард прибыл 9-го числа под командованием генерала Франсуа Жозефа Лефевра. К 17 марта австрийский авангард занял передовые позиции в Бухау, Альтсхаузене и Вальдзее. К 18 марта генерал Журдан расположил свой штаб в Пфуллендорфе, на высотах над Острахом. Центр его войск находился за Острахом под командованием генерала Клейна. Фланг дивизии Лефевра простирался до Дуная, а крайне правый фланг под командованием Ферино двинулись на юг от Пфуллендорфа к Боденскому озеру. Журдан не знал, что эрцгерцог прибыл форсированным маршем из Аугсбурга в окрестности Остраха, и считал, что главные силы армии Карла находятся еще по крайней мере в трех днях пути, что позволяло ему укрепить свои позиции, защищенные болотистой равниной. 
В холодную и туманную ночь, когда река Острах была затоплена, французские войска численностью около 18 000 солдат встретили около 52 000 солдат австрийской армии у деревни Острах. В три часа ночи все австрийские авангарды под командованием фельдмаршала Науендорфа пошли в атаку. Первая колонна на правом фланге под командованием фельдмаршала-лейтенанта Карла Алоиса цу Фюрстенберга отбросила французскую кавалерию. За этой первой атакой последовала другая, примерно в 5:30 утра, когда стоял утренний туман. Генерал Журдан, ранее перебравшийся в свой лагерь в Пфуллендорфе, двинулся к Остраху. Прибыла вторая колонна во главе с эрцгерцогом Карлом. В этом развертывании своих сил Карл стремился сбить центр французской линии с ее позиции в Острахе, отделив фланги от основных сил и разбивая их по отдельности.
По мере того как бои продолжались, третья колонна под командованием Валлиса объединилась со второй под командованием эрцгерцога Карла. Около 70 000 солдат вели кровопролитную битву за Острах, который попеременно переходил из рук в руки. Бои продолжались примерно до 16:00, когда французы отступили к Пфуллендорфу, подталкиваемые австрийской кавалерией. На высотах Пфуллендорфа бой начался заново. Карл послал две сильные колонны по восемь батальонов в каждой через ручей Острах. Французы обстреляли австрийцев, которые понесли большие потери, но не отошли. Эрцгерцог Карл уже не мог больше в тот день атаковать французские позиции в Пфуллендорфе, защищенные широкой и болотистой долиной Андельсбаха и холмами. С наступлением темноты бои закончились.
Ночью Фюрстенберг прорвал линию французов, обойдя с фланга основные силы Журдана и отрезав Сен-Сира. Южнее Валлис угрожал сделать то же самое Фонтену и Ферино. Рано утром 22 марта основная французская армия начала отступление, взорвав за собой мосты. Австрийцы обошли силы Сен-Сира на правом фланге, и генерал Ферино в самой южной точке отступил к Залему. Генерал Фридрих фон Готце быстро продвигался на север с 10 000 человек из Фельдкирха и готовился атаковать армию Журдана с юга.
В конце концов, Журдан отступил сначала к Мескирху, а когда этот город больше нельзя было защищать, отступил к Штоккаху, а затем к Энгену. Через четыре дня, 25 марта 1799 года, произошло сражение при Штокахе, в котором снова победили австрийцы.